# Refuge du Requin
Le refuge du Requin est situé en France dans le département de la Haute-Savoie en région Auvergne-Rhône-Alpes. 

## Situation
Le refuge du Requin est situé sur un rognon rocheux en rive gauche du glacier du Tacul, au pied du versant sud-est de la dent du Requin qui lui a donné son nom.

## Histoire
Le refuge du Requin, construction en pierre, a été construit en 1926 par le Club alpin français.

## Accès
On accède à ce refuge depuis le Montenvers, par la Mer de Glace et le glacier du Tacul, puis par des échelles ; on peut aussi passer par la descente depuis l'aiguille du Midi, par la Vallée Blanche.